# Kolonkwane
Kolonkwane è un villaggio del Botswana situato nel distretto di Kgalagadi, sottodistretto di Kgalagadi South. Il villaggio, secondo il censimento del 2011, conta 599 abitanti.

## Località
Nel territorio del villaggio sono presenti le seguenti 13 località:
- Dikbos di 27 abitanti,
- Gakugang di 11 abitanti,
- Jirwane,
- Jirwane Pan,
- Kgengwe di 21 abitanti,
- Khoo pan di 5 abitanti,
- Kolonkwang Cattlepost,
- Lekolong,
- Magading di 22 abitanti,
- Makgadiketse,
- Maratshane di 10 abitanti,
- Ngomme,
- Sloca di 11 abitanti